# Wyola (Montana)
Wyola es un lugar designado por el censo (en inglés, census-designated place, CDP) ubicado en el condado de Big Horn, Montana, Estados Unidos. Según el censo de 2020, tiene una población de 190 habitantes.
El 85.79% de los residentes son amerindios, y la mayoría de ellos son miembros de la Nación Crow.  

## Geografía
La localidad está ubicada en las coordenadas 45°6′55″N 107°22′26″O / 45.11528, -107.37389. Según la Oficina del Censo de los Estados Unidos, Wyola tiene una superficie total de 17.4 km², correspondientes en su totalidad a tierra firme.

## Demografía
Según el censo de 2020, hay 190 personas residiendo en Wyola. La densidad de población es de 10,9 hab./km². El 85.79% de los habitantes son amerindios, el 10.00% son blancos y el 4.21% son de una mezcla de razas. Del total de la población, el 0.53% es hispano o latino.